# Eugen Kvaternik

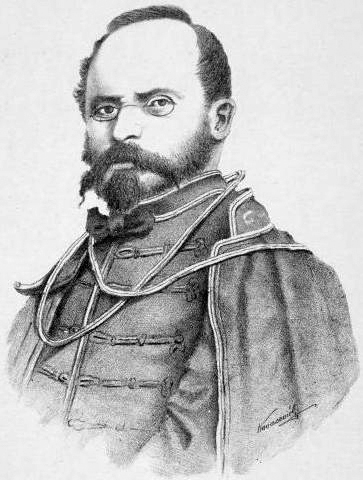
Eugen Kvaternik

Eugen Kvaternik (* 31. Oktober 1825 in Agram, Kaisertum Österreich; † 11. Oktober 1871 bei Rakovica, Österreich-Ungarn) war ein nationalistischer kroatischer Politiker.
Kvaternik und Ante Starčević gründeten 1861 die Kroatische Partei des Rechts (HSP). Kvaternik lehnte jeden Kompromiss mit dem Königreich Ungarn, dem Kroatien bis 1918 untergeordnet war, ab und forderte die vollständige staatliche Unabhängigkeit Kroatiens.

## Leben

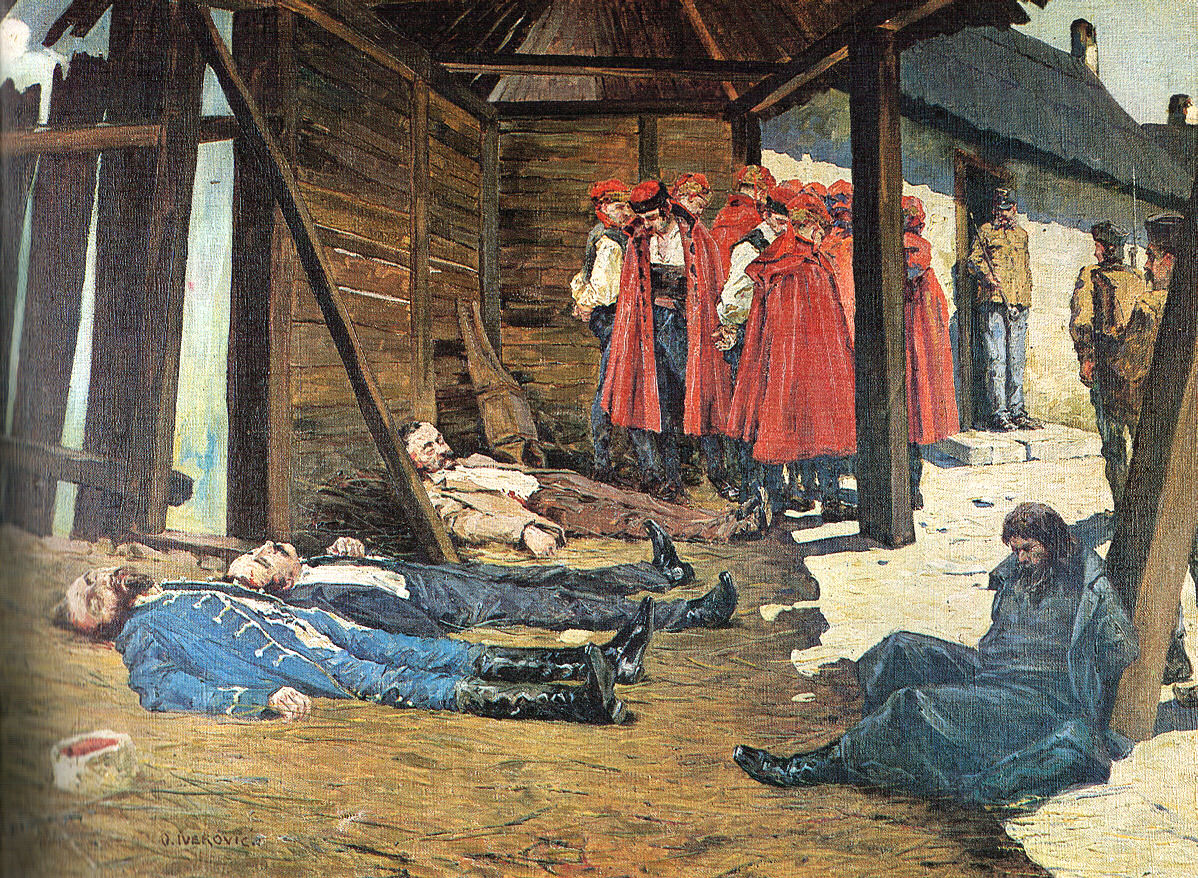
Niederschlagung des Aufstands von Rakovica (Gemälde von Oton Iveković: Der Tod des Eugen Kvaternik)

Eugen Kvaternik studierte Rechtswissenschaft in Pest. Nach der Revolution von 1848 hoffte er auf die Unabhängigkeit Kroatiens von Ungarn. Wie viele kroatische Nationalisten trat er für eine eigene kroatische Regierung ein. Die Kaiser aus der habsburgischen Dynastie sollten nur mehr nominell Staatsoberhaupt des Königreichs Kroatien und Slawonien sein. Nach der Niederschlagung der Revolution und der Aufhebung der eigenständigen kroatischen Verwaltung war Kvaternik enttäuscht. Seine Ansichten wurden zunehmend radikaler und anti-habsburgisch. 1858 emigrierte er nach Russland und versuchte dort erfolglos, die zaristische Regierung für eine Intervention zu Gunsten der Kroaten zu gewinnen. Einen ähnlich abenteuerlichen Versuch unternahm er wenig später auch in Frankreich, seinem zweiten Exilland.
1860 kehrte er nach Kroatien zurück. Er kandidierte für ein Parlamentsmandat und wurde 1861 in den Sabor gewählt. 1862 wurde er wegen regierungsfeindlicher Aktivitäten inhaftiert. Mit kurzer Unterbrechung im Jahr 1865 hielt sich Kvaternik bis 1867 erneut im Exil auf. Nach dem Österreichisch-Ungarischen Ausgleich wurde ihm die Rückkehr in die Heimat gestattet.
Unzufrieden mit der politischen Entwicklung führte Kvaternik im Kordun eine Revolte gegen die Regierung an, an der sich etwa 200 Bewaffnete beteiligten. Bei der Niederschlagung des Aufstands wurde Kvaternik getötet.

## Würdigung

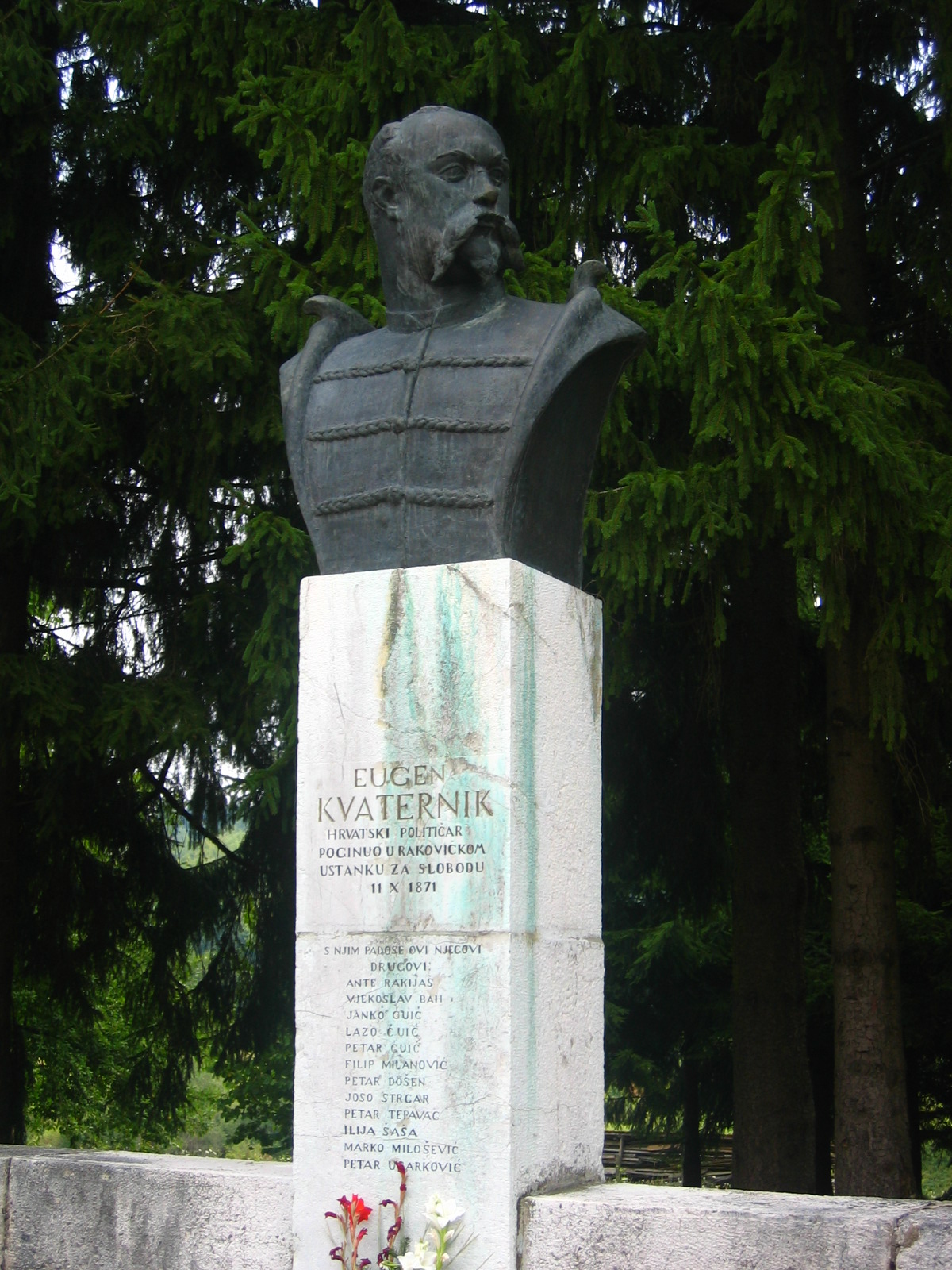
Denkmal für Kvaternik in Rakovica

Besonders während des Unabhängigen Staates Kroatien im Zweiten Weltkrieg und in den ersten Jahren nach der Unabhängigkeit im Jahr 1991 wurde Kvaternik in Kroatien als Nationalheld gewürdigt. In den 1990er-Jahren wurden seine Schriften erneut gedruckt und der Truppenübungsplatz „Slunj“ wurde ihm zu Ehren in den Truppenübungsplatz „Eugen Kvaternik“ umbenannt. Heute wird der kompromisslose Nationalist differenzierter betrachtet.

## Schriften (Auswahl)
- La Croatie et la Confederation italienne. Paris 1859.
- Das historisch-diplomatische Verhältnis des Königreichs Kroatien zu der ungarischen St. Stephans-Krone. Agram 1860 (Google Books [abgerufen am 9. März 2013]).
- Was ist die Wahrheit!?: Eine Erwiderung auf das Szalay’sche Pamphlet, betitelt: „Zur kroatischen Frage“. Agram 1861 (Google Books [abgerufen am 9. März 2013]).
- Govor na saboru trojesdne kraljevine … dne 18.6.1861 obdrzavanoj u pitanju odnosajah krale i kraljevine Hrvatske … Zagreb 1861 (Rede am Landtage des dreieinigen Königreiches gehalten am 18. Juni 1861 über das Verhältnis Kroatiens zu Ungarn u. Österreich).
- Politička razmatranja na razkrižju hrvatskoga naroda [Politische Betrachtungen über den Kreuzweg des kroatischen Volkes]. Zagreb 1861.